# 侯志正
侯志正（1968年2月26日—），台灣作曲家和小號演奏家。美國北科羅拉多大學小號演奏碩士及理論作曲博士，曾任台北青年管樂團首席小號及助理指揮、美國愛荷華大學音樂學院理論系助教、國立臺南師範學院音樂教育系專任講師、國立臺南大學學務長，音樂學系助理教授、副教授。現為國立臺南大學副校長、台北青年管樂團特約作曲家。
2011年，侯志正應國防部示範樂隊之邀創作「萬世英豪」樂曲，在中華民國一百年國慶大會中由國防部示範樂隊及三軍樂隊演奏，搭配中華民國三軍儀隊及北一女中、景美女中儀隊聯合操槍演出。